# Il delitto del diavolo
Il delitto del diavolo (en francès Les Sorcières du bord du lac) és una pel·lícula de terror fantàstic de coproducció franco-italiana dirigida i coescrita per Tonino Cervi, que fou estrenada el 1970.

## Sinopsi
David, un jove hippie lliure i independent, deambula en una societat mercantil que ja no respecta els seus propis valors. Per no arrelar, va agafar el costum de viatjar sense rumb, amb la seva moto, pel país. Una nit, s'atura per ajudar un noi que resulta ser un ric home de negocis. Aquest últim, encara que accepta la seva ajuda, li ensenya conviccions desproveïdes de propostes i alternatives socials, que considera immadures al cap i a la fi. Després de canviar-li la roda, l'home marxa. Quan s'adona que un pneumàtic de la seva moto està punxat, en David és testimoni de la mort del desconegut que es va estavellar contra un arbre. El motorista no té més remei que fugir.
Per por de ser interrogat per la policia, canvia de ruta i travessa el bosc el més ràpid possible per trobar finalment una estranya casa a la vora d'un llac on viuen tres germanes: Bibiana, Liv i Samantha. De seguida queda embruixat pel seu encant i entra en un divertit joc amb aquestes tres atractives hostesses. Li diuen que al fons del bosc hi ha un vell castell d'un propietari adinerat que ningú veu mai. Però, molt ràpidament, en David, els valors del qual es veuen minats, es veu preocupat per les al·lucinacions mentre les tres belles dones resulten ser horribles i velles bruixes...

## Repartiment
- Haydée Politoff: Liv
- Silvia Monti: Samantha
- Ida Galli: Bibiana
- Ray Lovelock: David
- Gianni Santuccio: el diable
- Guido Alberti: el capellà

## Producció
La pel·lícula fou rodada principalment a Villa Chigi, al parc urbà Pineta de Castel Fusano. Fou exhibida com a part de la secció oficial a la V Setmana Internacional de Cinema Fantàstic i de Terror (1972)